# Indrė Šerpytytė
Indrė Šerpytytė (ur. 1983 w Połądze) – litewska fotografka mieszkająca i tworząca w Londynie.

## Życiorys
Urodziła się w Połądze i przeniosła do Londynu w wieku 14 lat. Ukończyła Royal College of Art w dziedzinie fotografii i University of Brighton.

## Prace

### (1944–1991)
Byłe budynki NKWD – MWD – MBP – KGB (2009–2015) – zajmuje się efektami II wojny światowej na Litwie. Czarno-białe obrazy opowiadają historię miejsc tortur w budynkach, które kiedyś były zwykłymi rodzinnymi domami. Zamiast pokazywać same budynki, mieszkańców lub ofiary wykorzystuje ich drewniane modele odtworzone na podstawie materiałów archiwalnych, by pokazać skalę konfliktu i przypomnieć o zdarzeniach, które rozpłynęły się w czasie.

### A State of Silence
Cykl z 2006 poświęcony pamięci ojca artystki Albinasa Šerpytisa szefa ochrony rządu litewskiego, który zginął w niewyjaśnionym wypadku samochodowym 13 października 2001.

### 2 Seconds of Colour
Palety kolorowych prostokątów powstały po próbie wyszukiwania terminu ISIS beheadings w Google Image. Z powodu błędu sieci niezaładowane zdjęcia zaprezentowały artystce plamy kolorów. Jest to zaplanowana prowokacja skupiająca się na problematycznych relacjach między estetycznymi, etycznymi i politycznymi wartościami w sztuce

### 150 mph
Obrazy będące pochodną zdjęć ofiar skaczących z World Trade Center w Nowym Jorku w czasie zamachu terrorystycznego 11 września 2001. Ofiary usunięto ze zdjęć, pozostawiając wyłącznie detale architektoniczne będące świadkami tragedii.

## Wystawy
- Ambasada Republiki Litwy w Londynie – 2009[9]
- Camera 16, Mediolan – 2010[10]
- Vilniaus Fotografijos Galerija, Wilno – 2011[11]
- The Photographers' Gallery, Londyn – 2010[12]
- Ffotogallery, Penarth – 2013[13]
- Miesiąc Fotografii w Krakowie 2015[14]
- Muzeum Sztuki i Techniki Japońskiej Manggha, Galeria Europa – Daleki Wschód, Kraków – 2015/2016[15]